# Horoveț, Slavuta
Horoveț (în ucraineană Хоровець) este localitatea de reședință a comunei Horoveț din raionul Slavuta, regiunea Hmelnîțkîi, Ucraina.

## Demografie
Componența lingvistică a localității Horoveț
     Ucraineană (99,22%)
     Alte limbi (0,78%)
Conform recensământului din 2001, majoritatea populației localității Horoveț era vorbitoare de ucraineană (99,22%), existând în minoritate și vorbitori de alte limbi.